# Neochlamisus alni
Neochlamisus alni är en skalbaggsart som först beskrevs av Brown 1943.  Neochlamisus alni ingår i släktet Neochlamisus och familjen bladbaggar. Inga underarter finns listade i Catalogue of Life.